# Козлово (Красноярский край)
Козлово — деревня в Шушенском районе Красноярского края. Входит в состав Казанцевского сельсовета.

## География
Расположена на левом берегу реки Ои. Абсолютная высота — 265 метров над уровнем моря.
Климат
Климат характеризуется как резко континентальный, с продолжительной морозной зимой и коротким тёплым летом. Средняя температура воздуха самого тёплого месяца (июля) составляет 18,8 °C; самого холодного (января) — −18,5 °C. Среднегодовое количество атмосферных осадков составляет 474 мм. Безморозный период в среднем длится 117 дней.

## История
Основана в 1681 году. В 1926 году в деревне Козлова имелось 135 хозяйств и проживало 670 человек (326 мужчин и 344 женщины). В национальном составе населения того периода преобладали русские. В административном отношении являлась центром Козловского сельсовета Ермаковского района Минусинского округа Сибирского края.

## Население
| 2010 |
| ---- |
| 72   |

Половой состав
По данным Всероссийской переписи населения 2010 года в гендерной структуре населения мужчины составляли 47,2 %, женщины — соответственно 52,8 %.
Национальный состав
Согласно результатам переписи 2002 года, в национальной структуре населения русские составляли 94 % из 84 чел.